# Alaquich
Alaquich är en ort i Mexiko.   Den ligger i kommunen Huehuetlán och delstaten San Luis Potosí, i den centrala delen av landet, 240 km norr om huvudstaden Mexico City. Alaquich ligger 275 meter över havet och antalet invånare är 227.
Terrängen runt Alaquich är huvudsakligen kuperad, men söderut är den bergig. Runt Alaquich är det ganska tätbefolkat, med 160 invånare per kvadratkilometer. Närmaste större samhälle är Villa Terrazas, 18,9 km sydost om Alaquich. Omgivningarna runt Alaquich är en mosaik av jordbruksmark och naturlig växtlighet.